# Niels Andersen (kapten)
Niels Andersen var en friskyttekapten och snapphane under det Skånska kriget. När Östra Göinge härads friskyttekompani upprättades 1677 utnämndes han till kompanichef. År 1678 opererade kompaniet från Landskrona tillsammans med den danska hären. Bland Andersens viktigaste insatser var erövringen av Hönjarums skans, nära Osby, 1674. Kompaniet upplöstes 1680, varefter Niels bosatte sig på Själland, där spåren efter honom slutar.